# Sarrià de Ter (kommunhuvudort)
Sarrià de Ter är en kommunhuvudort i Spanien.   Den ligger i provinsen Província de Girona och regionen Katalonien, i den östra delen av landet, 600 km öster om huvudstaden Madrid. Sarrià de Ter ligger 146 meter över havet och antalet invånare är 4 001.
Terrängen runt Sarrià de Ter är kuperad söderut, men norrut är den platt. Runt Sarrià de Ter är det ganska tätbefolkat, med 60 invånare per kvadratkilometer. Närmaste större samhälle är Girona, 3,8 km söder om Sarrià de Ter. Runt Sarrià de Ter är det i huvudsak tätbebyggt.